# 福斯特冰川
福斯特冰川（英語：Foster Glacier）是南極洲的冰川，位於維多利亞地的斯科特海岸，處於肯普山以南7公里的皇家學會嶺地區，最終注入開特利茲冰川，現時由南極條約體系管理。

## 外部連結
. . United States Geological Survey.   [2012-04-02].
78°24′S 162°50′E / 78.400°S 162.833°E